# Štefan Znám
Štefan Znám (9 de febrero de 1936, Veľký Blh – 17 de julio de 1993, Bratislava) fue un matemático eslovaco, al que se atribuye el primer enunciado del problema de Znám.
Znám trabajó en el campo de teoría de números y teoría de grafos. También fue cofundador de la revista Matematické obzory.
Su número de Erdős es 2 por al menos seis caminos distintos. Por ejemplo, en 1968, Znám escribió el artículo "Grafos fuertemente geodésicos" con Juraj Bosák en el Journal of Combinatorial Theory. Tres años después, Bosák coescribió "Descomposición de grafos completos en factores de diámetro dos" con Erdős y Alexander Rosa en Matematický Časopis Slovenskej Akadémie Vied.